# Tukulti-Ninurta I

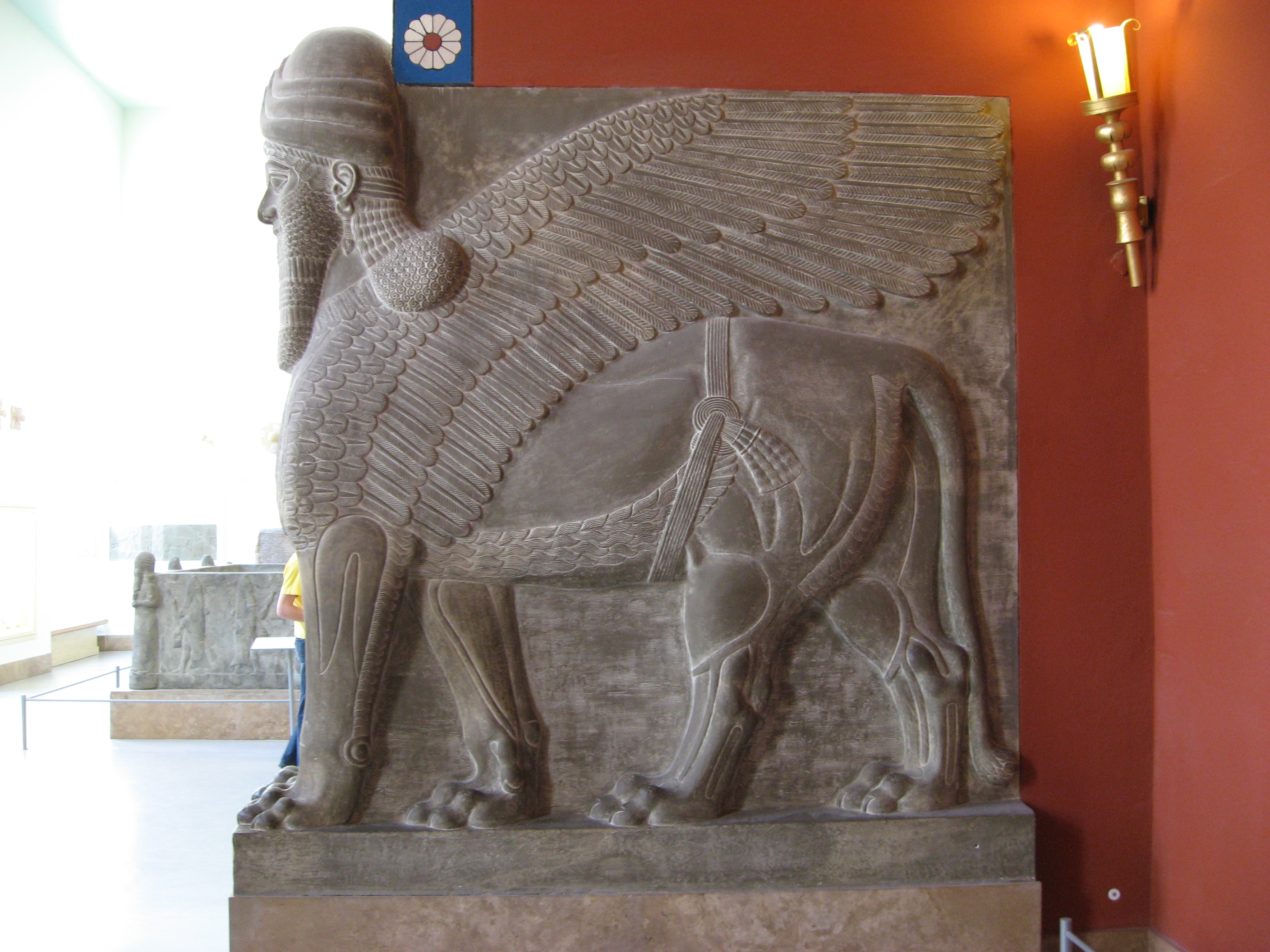
Relief din palatul lui Tukulti-Ninurta I

Tukulti-Ninurta I a fost un rege al Asiriei între circa 1244 î.H. și 1207 î.H. A fost cel mai important rege al Regatului Mijlociu Asirian, în timpul domniei lui, Asiria ajungând la apogeu. I-a succedat la tron tatălui său, Salmanasar I, după moartea acestuia. Ca și înaintașii săi, s-a remarcat prin expedițiile militare pe care le-a întreprins.
Inițial, a acționat pentru a-și consolida autoritatea asupra zonelor septentrională și răsăriteană a Asiriei. În prima jumătate a domniei sale, a reușit să-l învingă pe Tudhaliya al IV-lea (circa 1237 – 1209 î.Hr.) în bătălia de la Nihriya. În aceeași perioadă a obținut o victorie importantă împotriva regelui babilonian Kaștilaș al IV-lea.
Regele babilonian a fost luat în captivitate, împreună cu poporul său, fiind duși cu toții în Asiria. În Epopeea lui Tukulti-Ninurta sau Cronica lui Tukulti-Ninurta I încearcă să se legitimeze din punct de vedere teologic distrugerea Babilonului de către Tukulti-Ninurta I. După numeroasele campanii militare, statul asirian nu a mai fost capabil să le susțină. Semnele slăbirii puterii le-a reprezentat faptul că Tukulti-Ninurta I a intrat în conflict cu aristocrația capitalei Aššur. Tukulti-Ninurta I și-a mutat reședința într-o cetate nouă, construită aproape de vechea capitală și numită Kar-Tukulti-Ninurta. Regele Asiriei nu s-a referit la capitala sa ca la un oraș, ci ca un „centru de cult”.
Moartea lui Tukulti-Ninurta I a avut loc într-o periodă de declin a Asiriei, după care regele asirian Tiglatpalasar I, după mai multe lupte cu arameii, a creat un nou imperiu întins până la Marea Mediterană.